# Veliki Preslav
Veliki Preslav (búlgaro:Велики Преслав) é uma cidade da Bulgária, localizada no distrito de Shumen. A sua população era de 8,951 habitantes segundo o censo de 2010.

## População
| Veliki Preslav | Veliki Preslav | Veliki Preslav | Veliki Preslav | Veliki Preslav | Veliki Preslav | Veliki Preslav | Veliki Preslav | Veliki Preslav | Veliki Preslav | Veliki Preslav | Veliki Preslav | Veliki Preslav | Veliki Preslav | Veliki Preslav | Veliki Preslav | Veliki Preslav | Veliki Preslav | Veliki Preslav | Veliki Preslav |
| --- | -------------- | -------------- | -------------- | -------------- | -------------- | -------------- | -------------- | -------------- | -------------- | -------------- | -------------- | -------------- | -------------- | -------------- | -------------- | -------------- | -------------- | -------------- | -------------- |
| Ano | 1887           | 1910           | 1934           | 1946           | 1956           | 1965           | 1975           | 1985           | 1992           | 2001           | 2002           | 2003           | 2004           | 2005           | 2006           | 2007           | 2008           | 2009           | 2010           |
| População |                |                |                | 4,127          | 5,499          | 8,143          | 11,298         | 10,865         | 9,969          | 9,306          | 9,328          | 9,358          | 9,361          | 9,337          | 9,265          | 9,208          | 9,120          | 9,022          | 8,951          |
| Fontes: Instituto Nacional de Estatísticas, „citypopulation.de“, „pop-stat.mashke.org“, Bulgarian Academy of Sciences |                |                |                |                |                |                |                |                |                |                |                |                |                |                |                |                |                |                |                |